# Tetlin
Tetlin é uma Região censo-designada localizada no estado americano de Alasca, no Southeast Fairbanks Census Area.

## Demografia
Segundo o censo americano de 2000, a sua população era de 117 habitantes.

## Geografia
De acordo com o United States Census Bureau, a localidade tem uma área de 186,4 km², dos quais 182,4 km² cobertos por terra e 4,0 km² cobertos por água.

## Localidades na vizinhança
O diagrama seguinte representa as localidades num raio de 56 km ao redor de Tetlin.